# Squalius laietanus
Chevesne catalan
Espèce
Statut de conservation UICN

 LC : Préoccupation mineure
Squalius laietanus, le Chevesne catalan, est une espèce de poissons d'eau douce actinoptérygiens de la famille des Leuciscidae.

## Description
Ce chevesne peut mesurer 13,5 cm (pour les mâles) et 20,1 cm (pour les femelles) en longueur standard (SL).

## Répartition
Ce poisson d'eau douce est endémique du Sud-Ouest de l'Europe, à savoir le Nord-Est de l'Espagne, le département des Pyrénées-Orientales (dans le Sud-Ouest de la France), et l'Andorre. Il est présent dans les bassins de l'Èbre et du Llobregat (en Espagne) et dans ceux de l'Agly, du Tech et possiblement de l'Aude (en France),.
Les introgressions sont possibles avec le Chevesne commun (Squalius cephalus) dans les affluents du sud de la Garonne et le bassin de l'Adour.

## Le Chevesne catalan et l'Homme
Le Chevesne catalan est considéré comme une « espèce de préoccupation mineure » (LC) par la liste rouge de l'UICN.
Il est considéré comme une « espèce en danger » (EN) par la liste rouge du Comité français de l'UICN dans sa version de 2019, où il était une « espèce à données insuffisantes » (DD) dans la version de 2009.

## Taxonomie

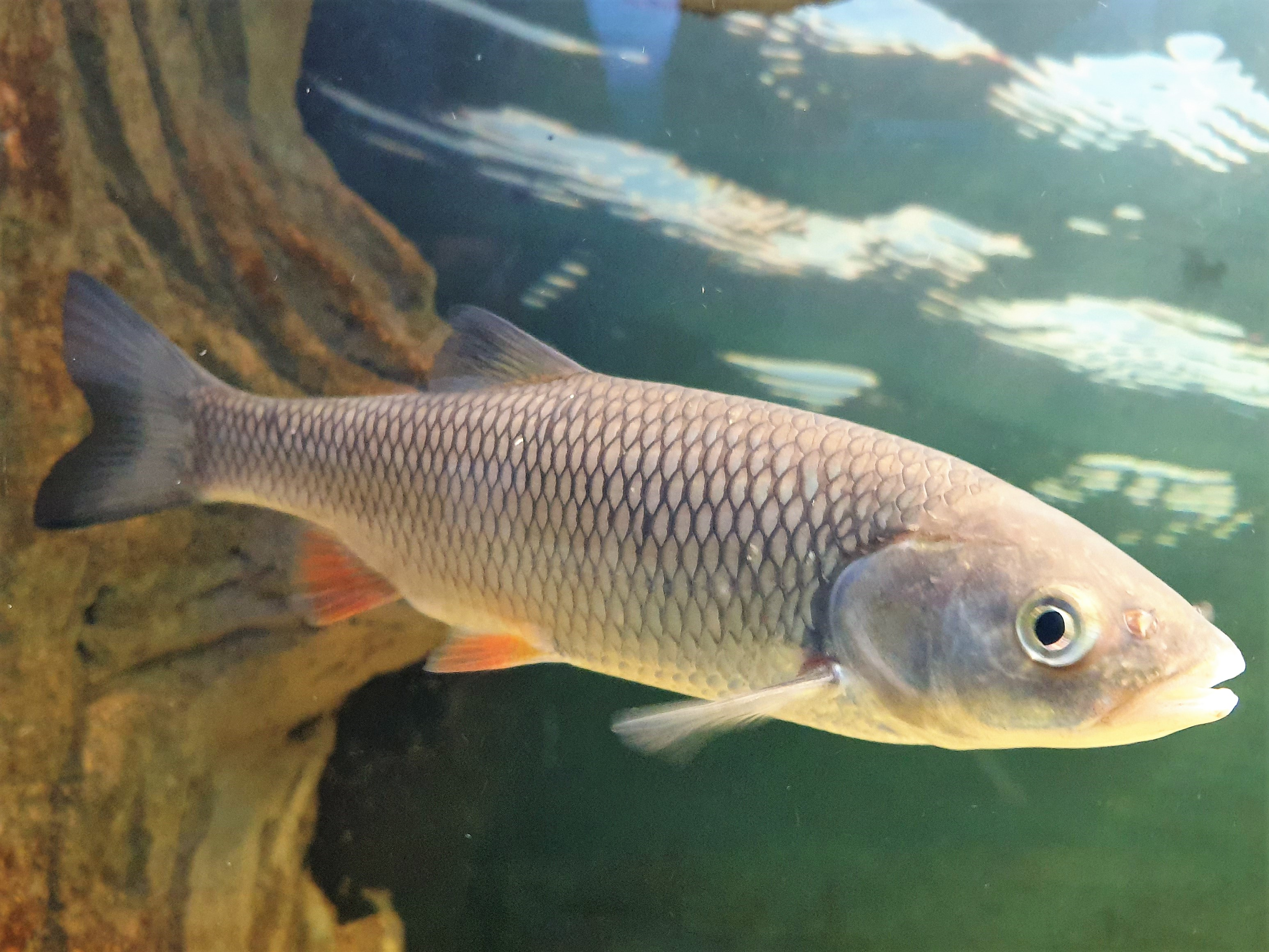
Le Chevesne catalan a été distingué en 2007 du Chevesne commun, ici photographié.

L'espèce a été décrite en 2007 par les biologistes Ignacio Doadrio Villarejo (es), Maurice Kottelat et Adolfo de Sostoa Fernández.
Il a été distingué du Chevesne commun (S. cephalus), qui a une aire de répartition plus répandue et plus septentrionale en Europe.
Les noms vernaculaires attestés en français sont « Chevesne catalan », « Chevaine catalan », « cabède » et « cabéda »,.

### Étymologie
L'épithète spécifique laietanus fait référence aux Laietans, peuple (en) ibère de l'âge du bronze ayant en partie habité l'actuelle Catalogne, qui constitue une partie de l'aire de répartition de cette espèce,.

### Publication originale
- (en + de) Ignacio Doadrio Villarejo, Maurice Kottelat et Adolfo de Sostoa Fernández, « Squalius laietanus, a new species of cyprinid fish from north-eastern Spain and southern France (Teleostei: Cyprinidae) », Ichthyological Exploration of Freshwaters, Munich, Verlag Dr. Friedrich Pfeil (de), vol. 18, no 3,‎ septembre 2007, p. 247-256 (ISSN 0936-9902, lire en ligne [PDF], consulté le 8 mai 2024) (protologue).